# Techniques de jeu étendues

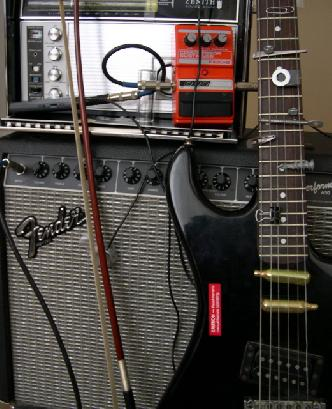
Un exemple de techniques de jeu étendues: une guitare préparée.

On appelle techniques de jeu étendues ou avancées avec un instrument de musique ou la voix, l'utilisation de techniques non conventionnelles, voire « impropres », dans le but généralement d'étendre ou de déformer les capacités communément admises de production sonore (tessiture, timbre...).
Ces techniques sont de plus en plus utilisées dans de nombreux styles de musique et en particulier en musique contemporaine, improvisée, dans le jazz, etc. Elles font de plus en plus partie de l'attirail « requis » pour tout instrumentiste désirant sérieusement explorer son instrument en profondeur.
Parfois les instruments sont conçus sur mesure pour explorer des techniques étendues, comme le Moodswinger.

## Liste de techniques étendues
- La respiration circulaire avec les instruments à vent permet d'obtenir un son continu, un sustain impossible à réaliser de manière conventionnelle.
- La préparation du piano ou d'autres instruments, modifie profondément leur sonorité.
- L'utilisation de doigtés alternatifs permet de produire des notes et des sons pour lesquels l'instrument n'est pas « prévu » à l'origine (1/4 de tons, harmoniques, multiphoniques, suraigu...).
- Production de sons percussifs sur des instruments non prévus à cet effet : slap.
- À l'inverse, production de sons continus sur des instruments de percussion : utilisation d'un archet sur des cymbales, etc.

## Interprètes notables
La liste suivante, de quelques instrumentistes s'étant fait une « spécialité » de l'utilisation de ces techniques, ne prétend pas à l'exhaustivité.
- Clarinette :
  - William O. Smith, clarinettiste et compositeur américain, a composé pour clarinette  double et a recensé les doigtés pour les sons polyphoniques de la clarinette
  - Martin Fröst, clarinettiste danois, excelle dans l'art de la respiration circulaire
- Flûte traversière :
  - Severino Gazzelloni, flûtiste  italien dédicataire de Sequenza I (1958) de Luciano Berio
- Saxophone :
  - Daniel Kientzy en musique contemporaine
  - Evan Parker, improvisateur, a développé un style propre à base principalement de respiration continue et de doigtés alternatifs
  - Michel Doneda, improvisateur, utilise un nombre incroyable de ces techniques aux saxophones soprano et sopranino
  - Colin Stetson
- Trombone :
  - Albert Mangelsdorff a utilisé de manière intensive dans le free jazz la technique de jeu multiphonique
- Piano :
  - David Tudor, lors de son travail sur l'œuvre de John Cage
- Chant :
  - Meredith Monk, notamment par l'utilisation de multiphoniques